# Генріх I Ройсс-Кестріцький
Принц Генріх I Ройсс-Кестріцький (нім. Heinrich I Prinz Reuß zu Köstritz; 8 жовтня 1910, Бреслау — 10 березня 1982, Бюдінген) — німецький аристократ.

## Біографія
Син принца Генріха XXXIV Ройсс-Кестріцького (1887–1956) і його дружини принцеси Софії Ренати (1884–1968), яка також належала до Ройсс-Кестріцьского дому. По материній лінії був нащадком нідерландського короля Віллема II. В 1935 року був всиновлений принцом Генріхом XLV, головою дому Ройсс молодшої лінії. Причиною всиновлення був спадок, проте воно не дало Генріху I права очолити дім Ройсс молодшої лінії.

## Родина
15 вересня 1939 року одружився зі своєю далекою родичкою принцесою Войцлавою-Феодорою Ройсс. В пари народились 6 дітей:
- Феодора Елізабет Софія (5 лютого 1942)
- Генріх VIII (30 серпня 1944)
- Генріх IX (30 червня 1947)
- Генріх X (28 липня 1948)
- Генріх XIII (4 грудня 1951)
- Генріх XV (9 жовтня 1956)